# تلمبة يداله خيامي (محمد أباد كرمان)
تلمبة یداله خیامي (بالإنجليزية: Tolombeh-ye Yadalleh Khiami)‏ هي منطقة سكنية تقع في إيران في Mohammadabad Rural District.